# Cycloonseizoen van het zuiden van de Grote Oceaan 2010-2011
Het cycloonseizoen van het zuiden van de Grote Oceaan 2010-2011 is de periode waarin de meeste tropische cyclonen zich vormden in het zuiden van de Grote Oceaan ten oosten van de 160e graad oosterlengte. Het seizoen liep officieel van 1 november 2010 tot april 2011, maar alle tropische cyclonen tussen 1 juli 2010 en 30 juni 2011 werden meegerekend in dit seizoen.

## Cyclonen
- Tropische depressie 01F
- Tropische storing 02F
- Zware tropische cycloon Vania
- Tropische storing 04F
- Zware tropische cycloon Zelia
- Zware tropische cycloon Wilma
- Tropische depressie 07F
- Tropische cycloon Anthony
- Zware tropische cycloon Yasi
- Tropische cycloon Zaka
- Zware tropische cycloon Atu
- Tropische depressie 12F
- Zware tropische cycloon Bune
- Tropische storing 14F
- Tropische depressie 15F
- Tropische depressie 16F
- Tropische depressie 17F